# L'essenziale
L'essenziale (Nederlands: Het essentiële) is een single van de Italiaanse zanger Marco Mengoni. Het was de Italiaanse inzending voor het Eurovisiesongfestival 2013 in Malmö, Zweden. Omdat Italië tot de 'Big Five', de vijf grootste geldschieters van de EBU, behoort, was Mengoni al meteen geplaatst voor de grote finale op zaterdag 18 mei 2013, waar het uiteindelijk de 7de plaats haalde. Het nummer is geschreven door Mengoni zelf, Roberto Casalino en Francesco De Benedettis.
Met het nummer won Mengoni in 2013 ook het Festival van San Remo.

## Videoclip
De videoclip is geregisseerd door Giuseppe La Spada. De clip is uitgebracht op 15 februari 2013 op YouTube.

## Lijstnoteringen
| Land                 | Chart                    | Hoogste positie |
| -------------------- | ------------------------ | --------------- |
| Vlag van Italië      | FIMI                     | 1               |
| Vlag van Zwitserland | Schweizer Hitparade      | 36              |
| Vlag van België      | Ultratop 50 (Wallonië)   | 27              |
| Vlag van België      | Ultratop 50 (Vlaanderen) | 80              |
| Vlag van Spanje      | PROMUSICAE               | 43              |
| Vlag van Oostenrijk  | Ö3 Austria Top 40        | 60              |
| Vlag van Nederland   | Single Top 100           | 69              |
| Vlag van Duitsland   | Musikmarkt Top 100       | 79              |

## Noot
1. ↑  De Spaanstalige versie van het nummer, genaamd Incomparable, behaalde nummer veertien. De Italiaanse versie eindigde als derde in de lijst van de FIMI voor beste singles van 2013.